# Mary Hunter Austin
Mary Hunter Austin, född 9 september 1868 i Carlinville, död 13 augusti 1934 i Santa Fe, var en amerikansk författare.
Austin kom som 18-åring till Kalifornien, där hon började studera Indianernas liv och folklore, vilket blev huvudtemat för hennes litterära produktion. Efter att 1918 ha bosatt sig i Santa Fe, New Mexico, studerade hon där de spanska kolonisternas kultur. Bland hennes många verk märks romanerna Ididro (1905), A woman of genius (1912), No. 26 Jayne street (1920) och Starry Adventure (1931), skådespelet The Arrow-maker (1911), essäsamlingarna och studierna The land of little rain (1903), California (1914), The man Jesus (1915), The American rhythm (1923), diktsamlingarna The children sing in the Far West (1928) och självbiografin Earth horizon (1932).